# František Bartoš (architekt)
František Bartoš (3. ledna 1894 Hubertendorf, Rakousko – 26. února 1949 Hradec Králové) byl český architekt, projektant a pedagog, žák Josefa Gočára. Projektoval zejména industriální a vodní stavby.

## Život
Architekturu vystudoval na Vysokém učení technickém v Brně, Českém vysokém učení technickém v Praze (dokončil 1924) a také na Akademii výtvarných umění v Praze u Josefa Gočára (1924–1927), kde absolvoval se stipendiem profesora Kotěry. Po absolvování studií našel uplatnění v Gočárově týmu, který se zabýval regulačními plány pro Hradec Králové.
V průběhu dvacátých letech 20. století působil zejména v Praze. Přihlásil se do několika architektonických soutěží a uspěl s několika realizacemi. Mezi jeho klíčové stavby patří budova Státního hydrologického a hydrotechnického ústavu v pražských Dejvicích (na Podbabě), kde se inspiroval Gočárem a kde bylo využito neomítnutých režných cihel. Z téže doby pochází funkcionalistická stavba přístavního skladiště v Praze-Holešovicích (1926–1928), kde využil konstrukce železobetonového skeletu s plochými bezprůvlakovými stropy, které jsou neseny polygonálními sloupy opatřenými hřibovými hlavicemi.
Na konci 20. let se přestěhoval do Hradce Králové. Jeho další stavby tak vznikaly převážně v tomto regionu. V letech 1929 až 1949 vyučoval na střední průmyslové škole stavební v Hradci Králové.
V roce 1945 se stal členem regulační komise v Hradci Králové, kde se s Josefem Havlíčkem věnoval urbanismu a územnímu plánování. Právě v roce 1945 začali zpracovávat základní upravovací plán Hradce Králové, nejvýznamnější dílo českého urbanismu závěru 40. let 20. století. V novém plánu, v němž navazovali na regulační plány svého učitele Josefa Gočára, se na rozdíl od jejich předchůdce zabývali i okolními obcemi a mj. plánovali spojení Hradce Králové a Pardubic z hlediska území i infrastruktury do jedné velké aglomerace.
Díky tomu se také společně s Josefem Havlíčkem podílel na projektu a výstavbě sídliště Labská kotlina I v Hradci Králové.
Věnoval se projektům vodních staveb, z nichž se realizoval jez a vodní elektrárna ve Smiřicích. Vodní díla na Slapech a na ústeckém Střekově se dočkala jen studie. Když se v roce 1927 konala zrychlená architektonická soutěž na podobu zdymadel pod hradem Střekovem, byl jedním ze čtyř architektů, kteří se do soutěže přihlásili (kromě Bartoše také Jiří Justich, Otakar Schmidt a František Vahala). K dopracování do dalšího kola postoupily dva projekty – Schmidtův a Bartošův. Nové kolo soutěže se uskutečnilo v roce 1929 a nakonec do něj byli ještě přizváni Artur Payr a dříve vyloučený František Vahala, který nakonec se svým projektem zvítězil.
Z průmyslových staveb vyprojektoval např. strojírnu Hudec v Týništi nad Orlicí, továrnu Pacák v Třebechovicích pod Orebem.

## Dílo
- Praha, Dejvice: hydrologický ústav čp. 219 (Státní ústavy hydrologické a hydrotechnické; dnes Výzkumný ústav vodohospodářský), 1925–1929
- Praha, Holešovice: skladiště čp. 1366 v přístavu, 1926–1928[6]/1929[9]
- Praha, Jinonice: etážová montážní budova firmy Walter, 1928–1929[3]
- Hradec Králové: činžovní dům právníka Františka Steinfelda, Kotěrova 847, 1932–1933
- Smiřice: jez a vodní elektrárna, 1933–1952
- Třebechovice pod Orebem: vila p. Janoucha
- Třebechovice pod Orebem: budova tiskárny A. Dědourek
- Třebechovice pod Orebem: přístavba továrny Pacák
- Týniště nad Orlicí: přístavba strojírny A. Hudec[4]
- Hradec Králové: sídliště Labská kotlina I (svého času Gottwaldova čtvrť), s Josefem Havlíčkem, 1946–1948
- Hradec Králové: regulační plán města (základní upravovací plán), 1945–1950
- Hradec Králové, Pražské Předměstí: administrativní budova Východočeské energetiky čp. 53, 1948–1950[9]